# Gour
Pour les articles homonymes, voir Gours, Les Gours et Gour (ruisseau).

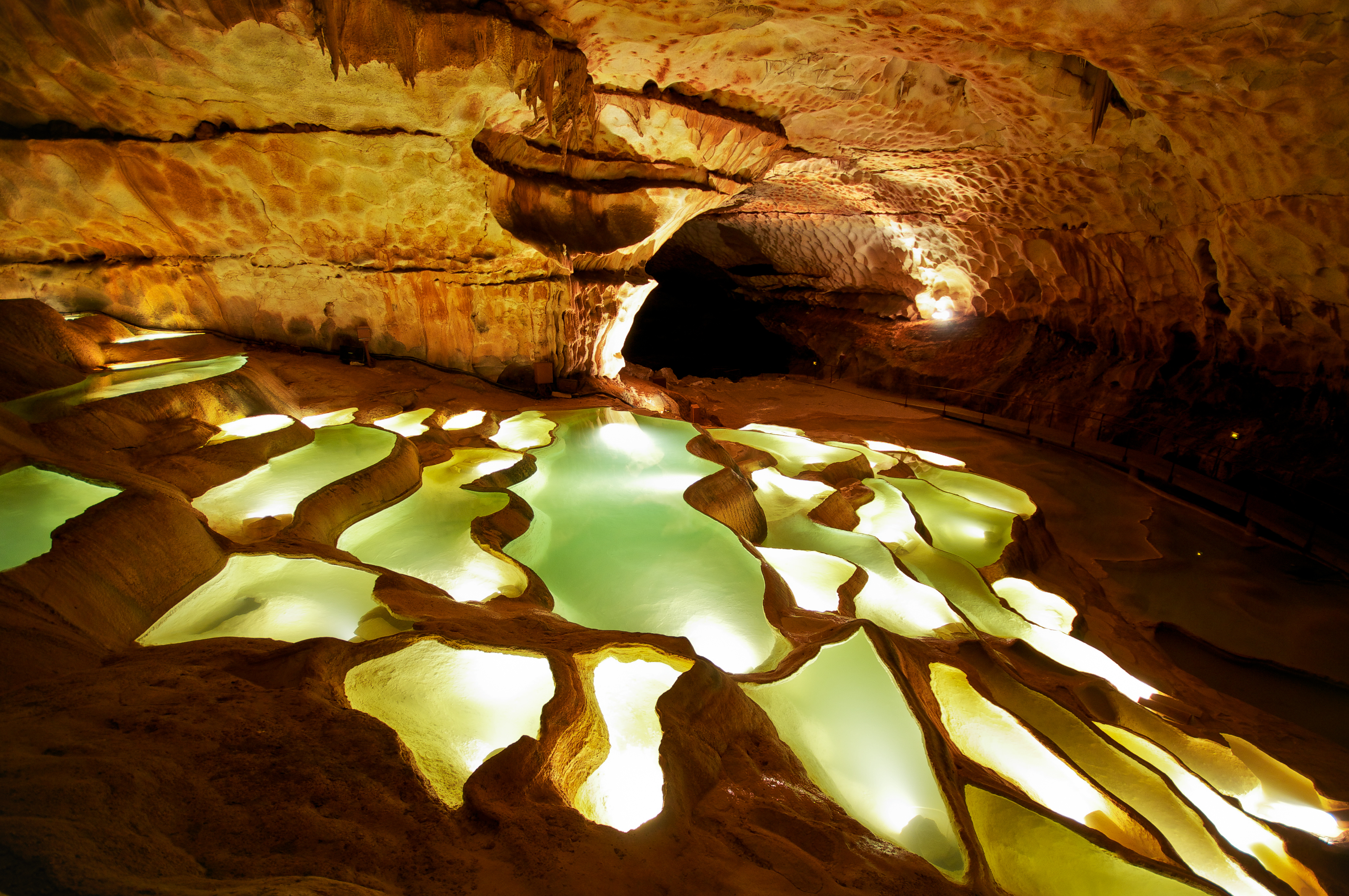
Réseau spectaculaire de gours de la grotte de Saint-Marcel dans les gorges de l'Ardèche.

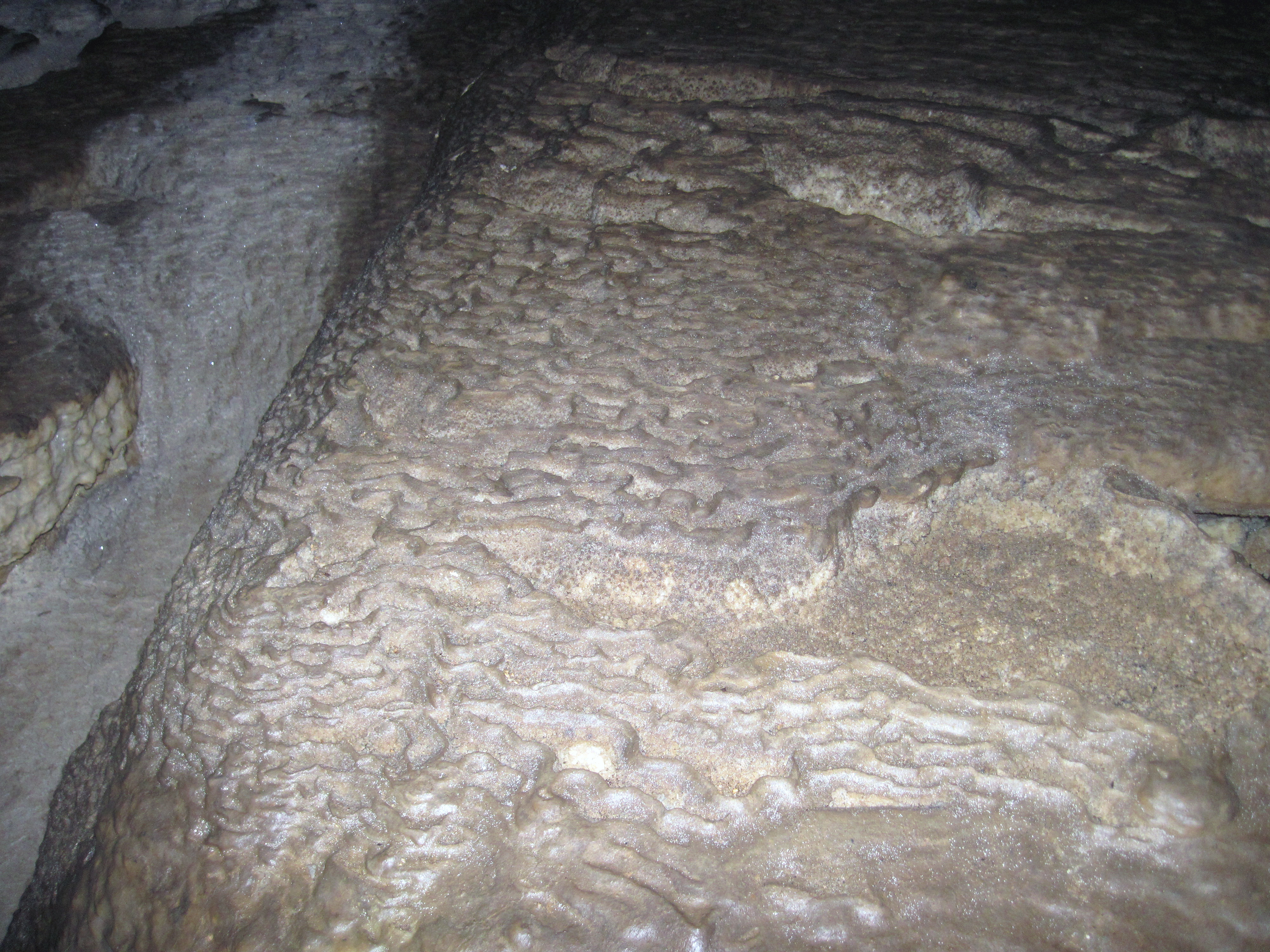
Micro-gours.

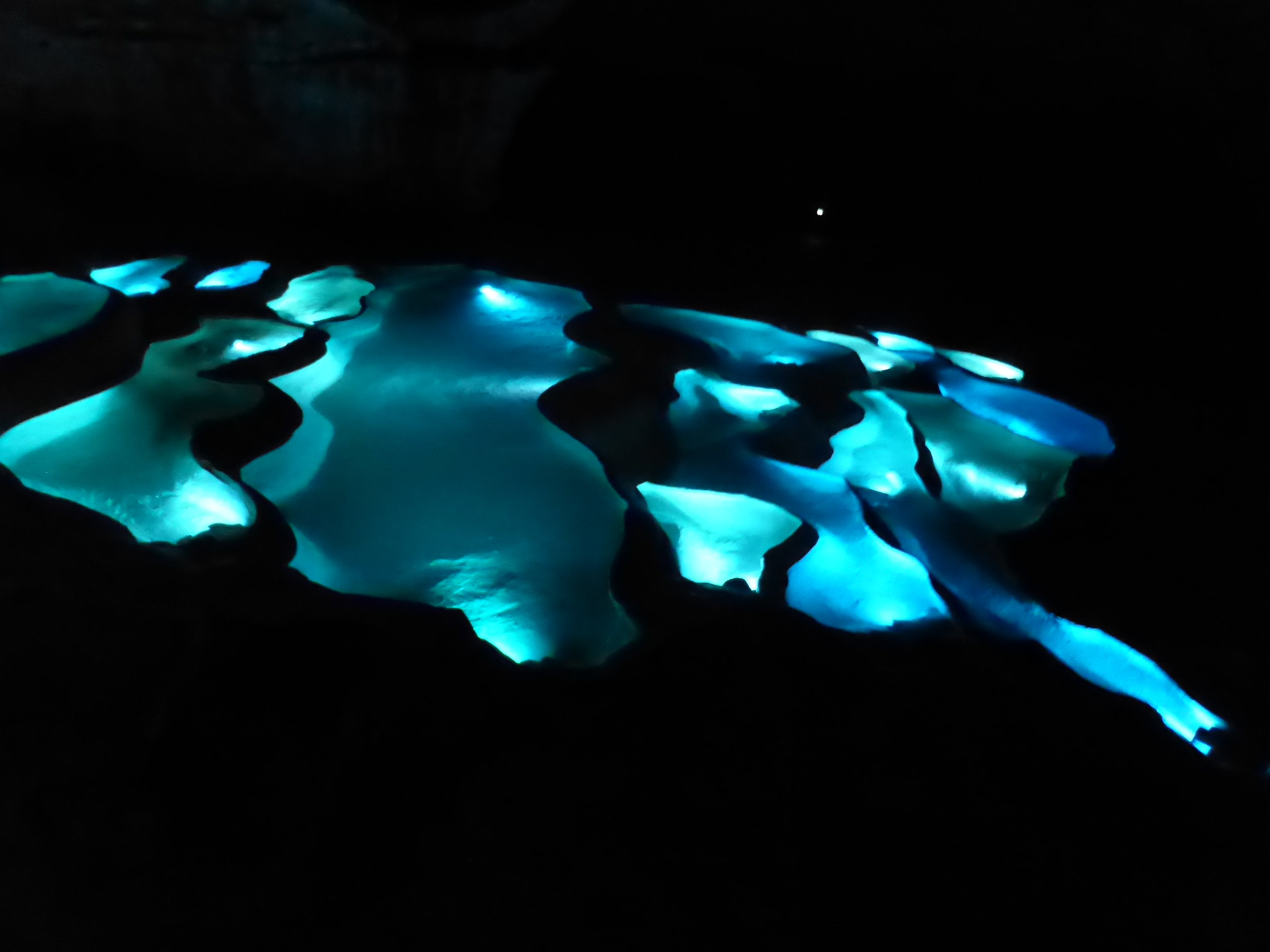
Grotte de Saint-Marcel.

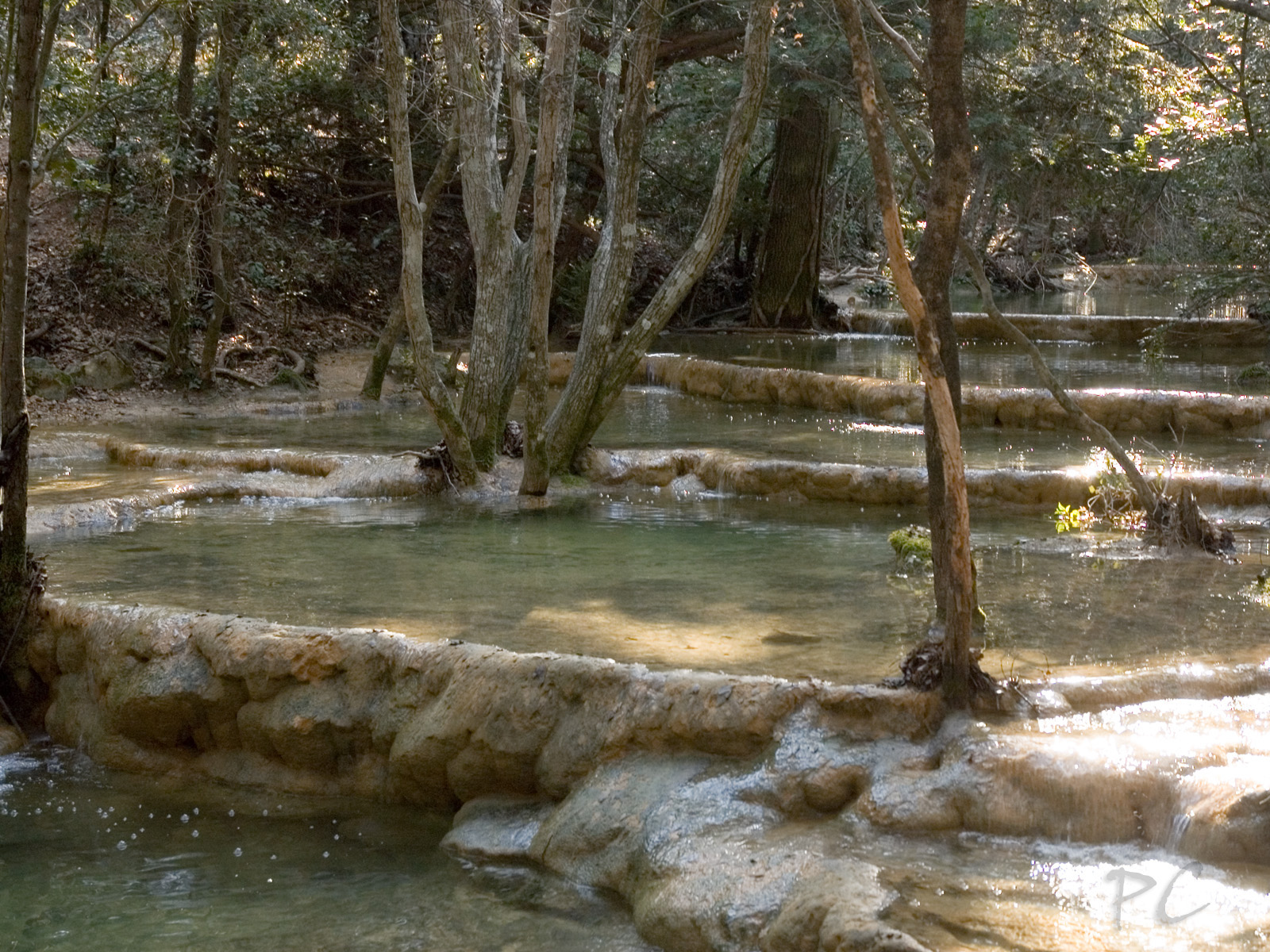
Sources de l'Huveaune en Provence.

Un gour (de l'occitan gorg [gur], gouffre, mare, lui-même du latin gurges, gouffre, gosier) est une cuvette d'eau géologique naturelle dans la roche, généralement en forme de petit barrage naturel, parfois en série de terrasses en cascade, qui retient généralement de l'eau en période sèche, ou concrétion carbonatée (spéléothème) en forme de barrage en travers d'un écoulement souterrain. Par extension, le terme peut être appliqué improprement à un simple trou d'eau en plein air, relativement profond, et conservant généralement l'eau en période sèche (voir aussi marmite du diable).

## Principales caractéristiques
Les gours sont des dépôts de calcite particuliers. En contexte karstique, l'eau de pluie dissout le calcaire en s'infiltrant dans le sol et s'enrichit en carbonate de calcium. Lorsqu'elle parvient dans une cavité souterraine, l'eau peut s'évaporer et former différents types de spéléothèmes (stalactites, stalagmites, etc.). C'est le processus de concrétionnement.
Si l'eau stagne dans une flaque d'eau préexistant au sol, la concentration en carbonate de calcium augmente et de la calcite se dépose aux abords de la flaque. L'alimentation en eau doit être suffisamment faible ou discontinue pour ne pas diminuer cette concentration et arrêter le phénomène de concrétionnement.
Les gours sont souvent disposés les uns à la suite des autres, en cascade, les gours inférieurs réceptionnant le trop plein des gours situés en amont. Sur des pentes où l'eau sursaturée en bicarbonate de calcium ruisselle en « lames » peu épaisses, la surface d'échange est suffisamment importante pour réaliser le concrétionnement. De plus, les aspérités ou les impuretés qui réduisent la vitesse d'écoulement favorisent la construction de barrages de calcite, donnant naissance à de véritables bassins de quelques millimètres, les micro gours, à quelques mètres de long, les gours.

## Légende associée

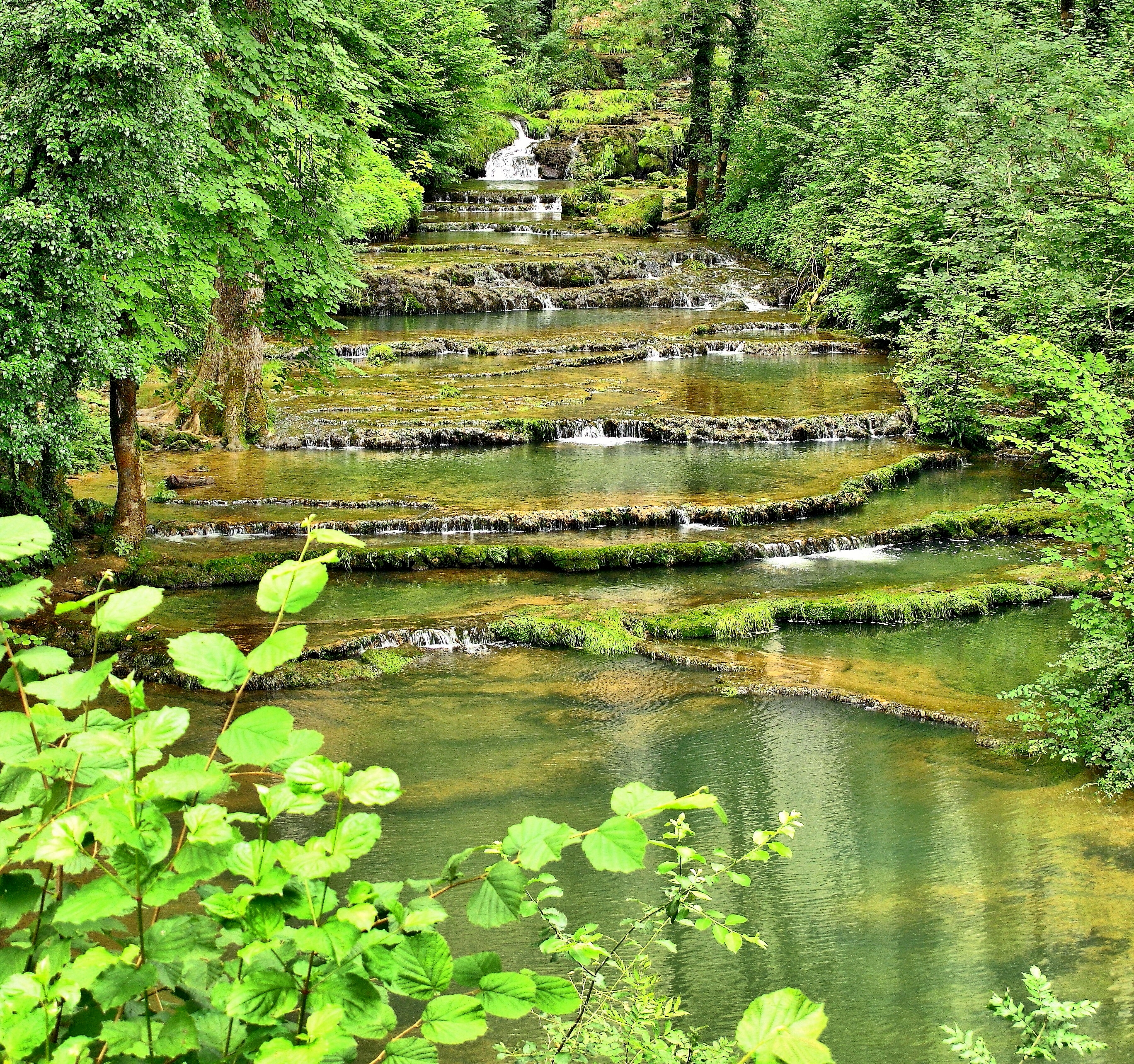
Nassis sur le Dard au-dessus de la cascade de Baume-les-Messieurs.

Les barrages de travertin forment des sortes de grands escaliers, dont le sommet de chaque marche accueille un gour. La forme étrange de ces concrétions leur a valu d'être affublées de légendes ou d'explications magiques. Selon une de ces légendes, les gours seraient des sortes d'empreintes laissées par le Diable. Un jour, ce dernier aurait tenté un ermite ou une victime qui parvint à le repousser. Trépignant de colère, il aurait martelé le sol de ses immenses pattes. Ou courroucé par l'arrivée de saints hommes sur son territoire, il aurait décidé à les chasser en bondissant de rocher en rocher à leur rencontre.

## Quelques sites connus
Des concrétions morphologiquement similaires peuvent se former en plein air dans le cadre de tufières, comme aux sources de l'Huveaune du massif de la Sainte-Baume en Provence, des pertes de l'Ain du massif du Jura, ou à Pamukkale en Turquie... La roche est alors un travertin, forme beaucoup plus vacuolaire de calcite que celle des gours formés en milieu souterrain.

Quelques gours de grottes
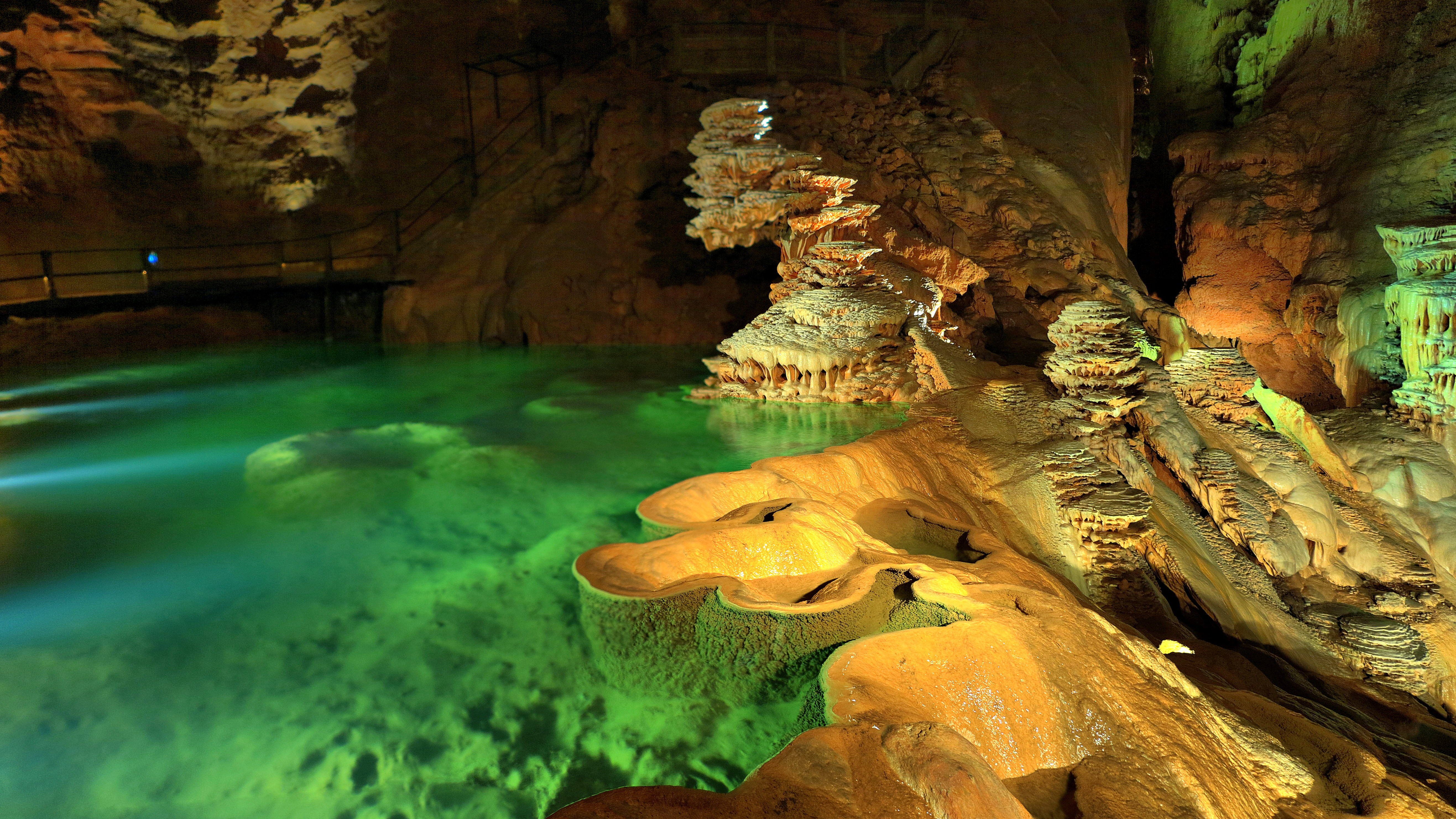
Gour sur le lac supérieur du gouffre de Padirac.
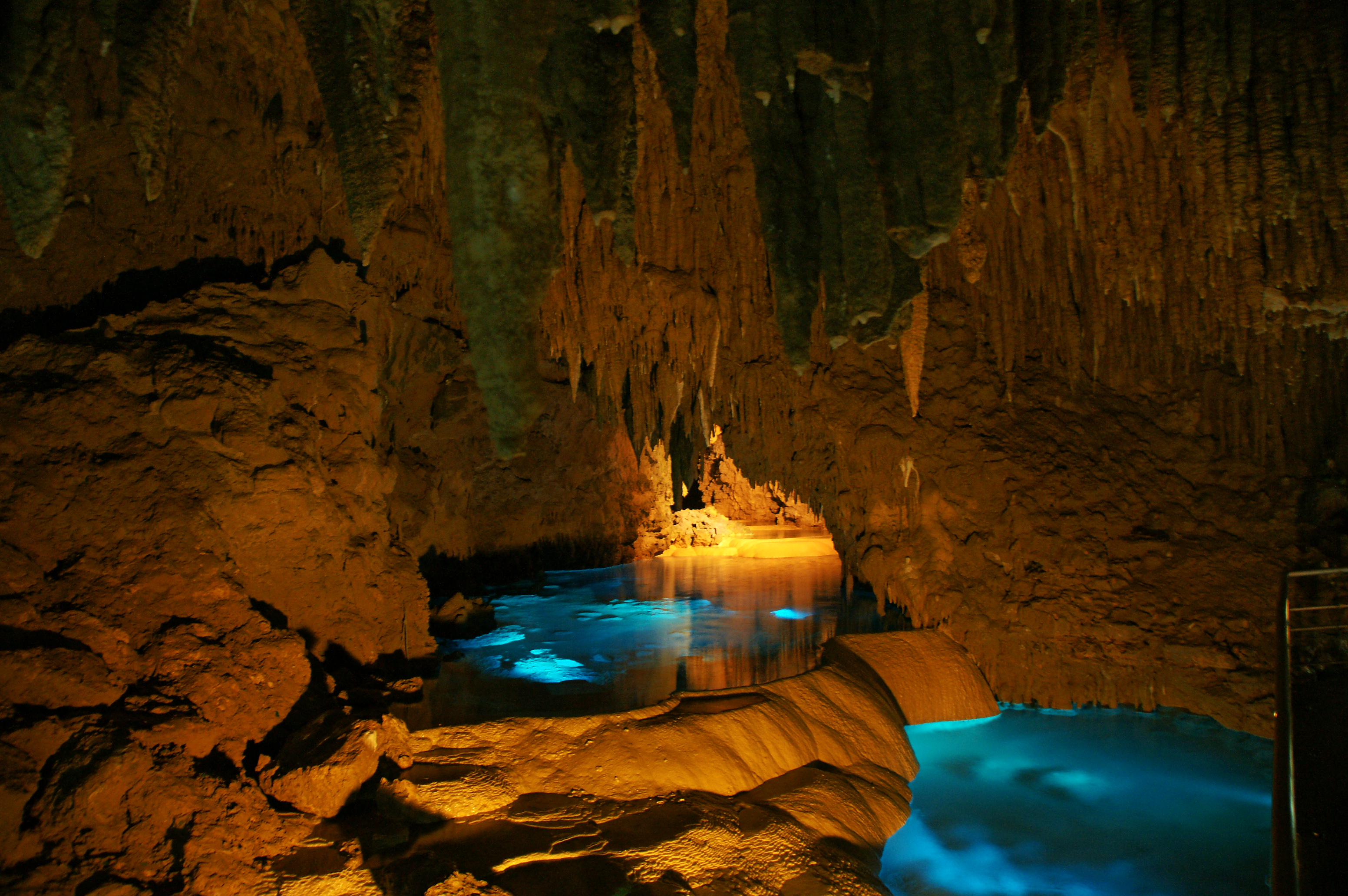
Grotte Gyokusendo d'Okinawa (île) au Japon.
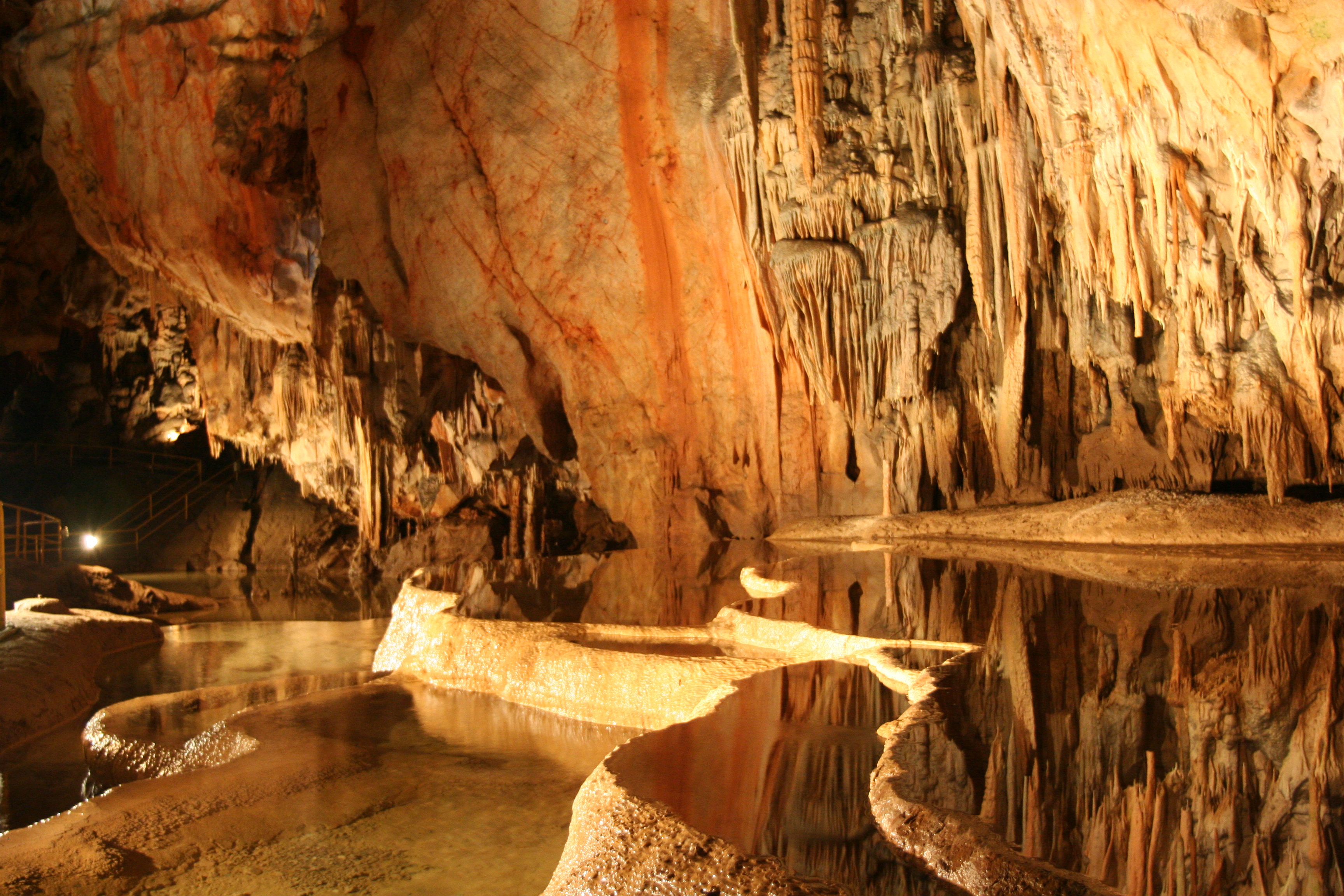
Grottes du karst d'Aggtelek et du karst de Slovaquie.
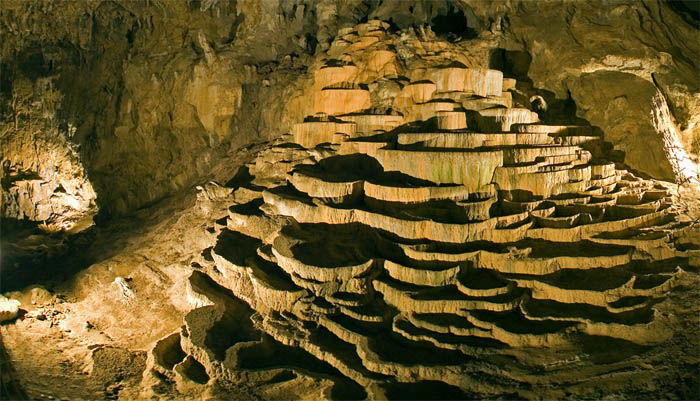
Grottes de Škocjan en Slovénie.
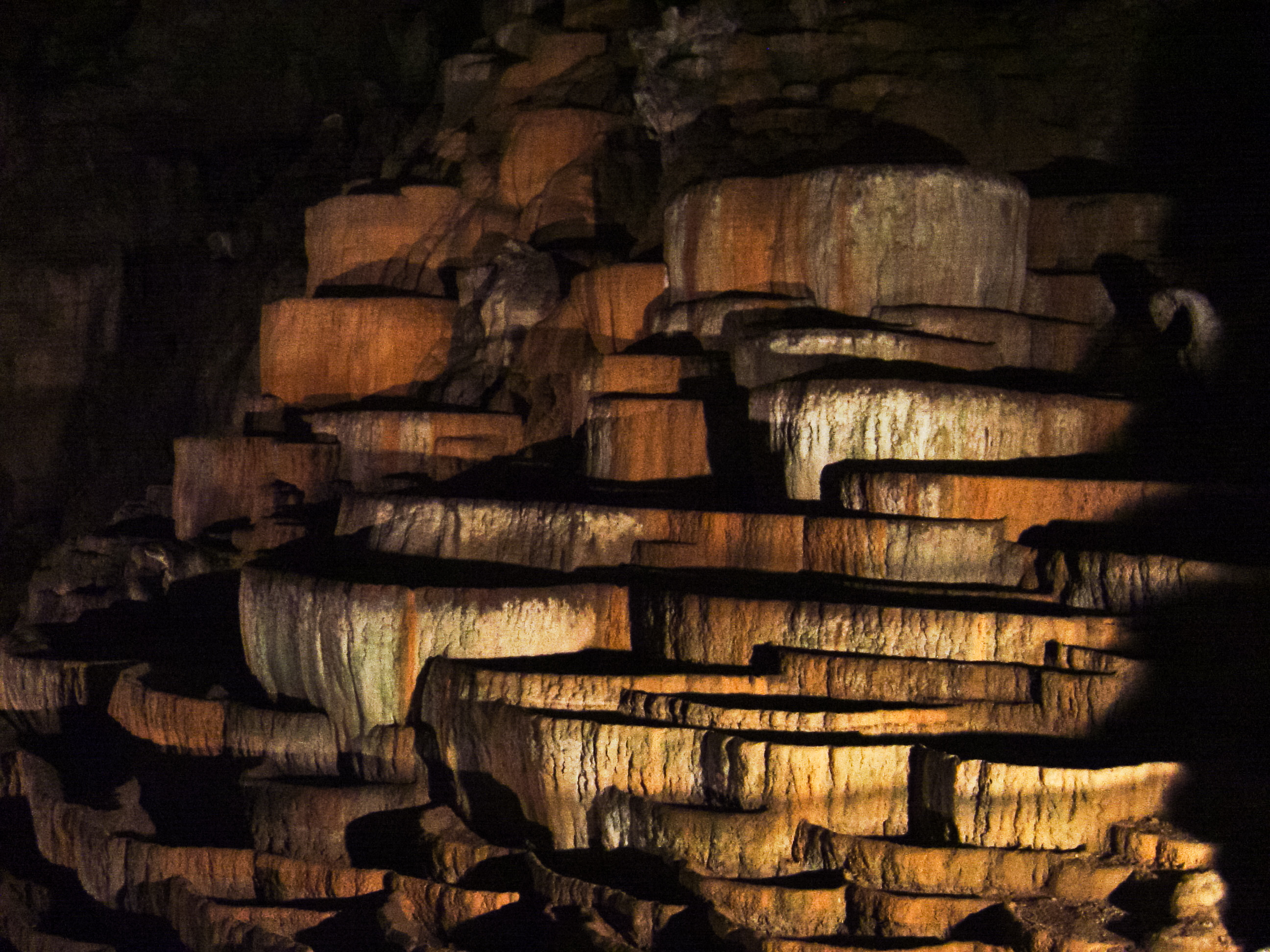
Grottes de Škocjan en Slovénie.
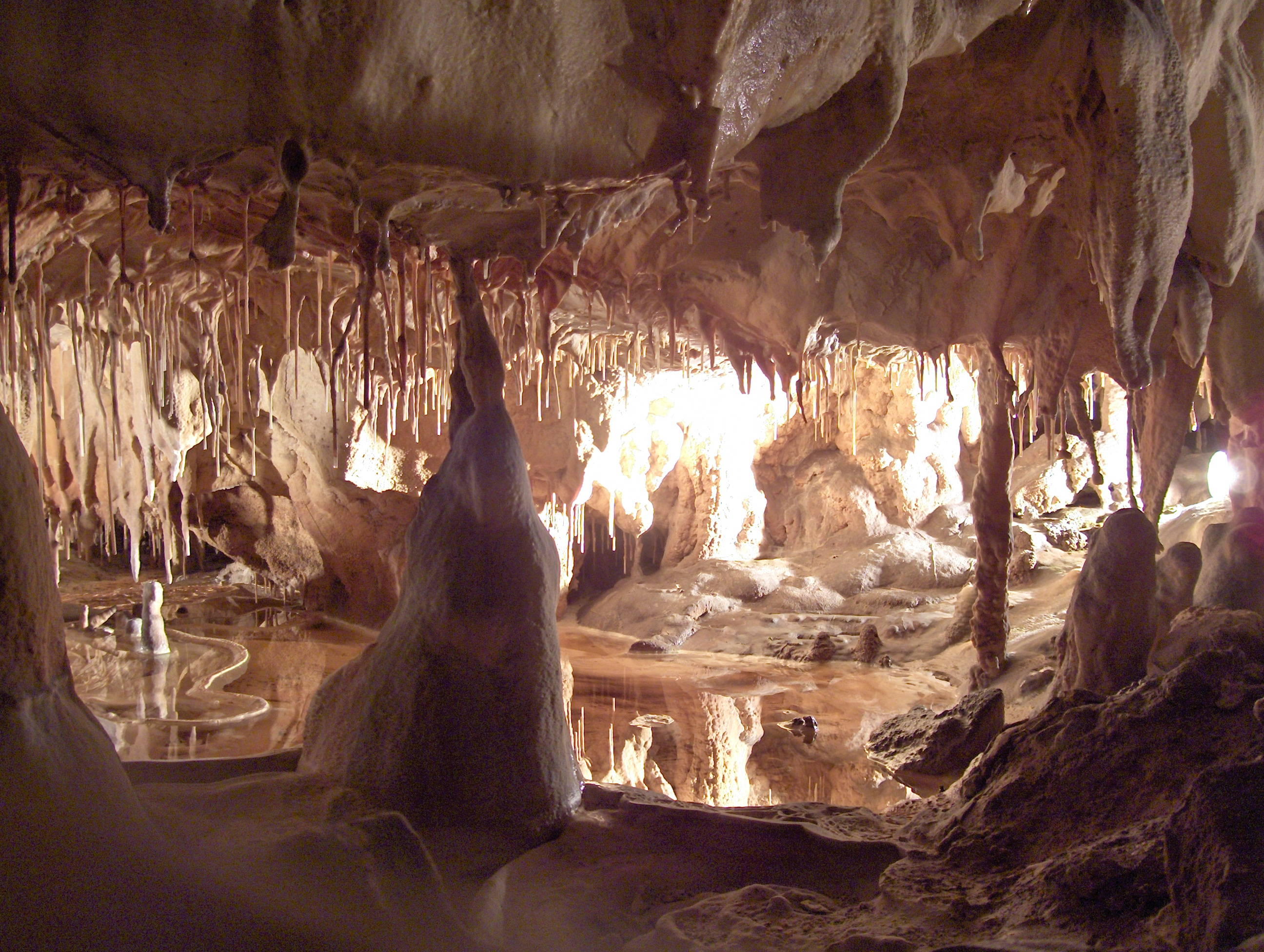
Grotte de Thouzon en Provence.

Quelques gours remarquables
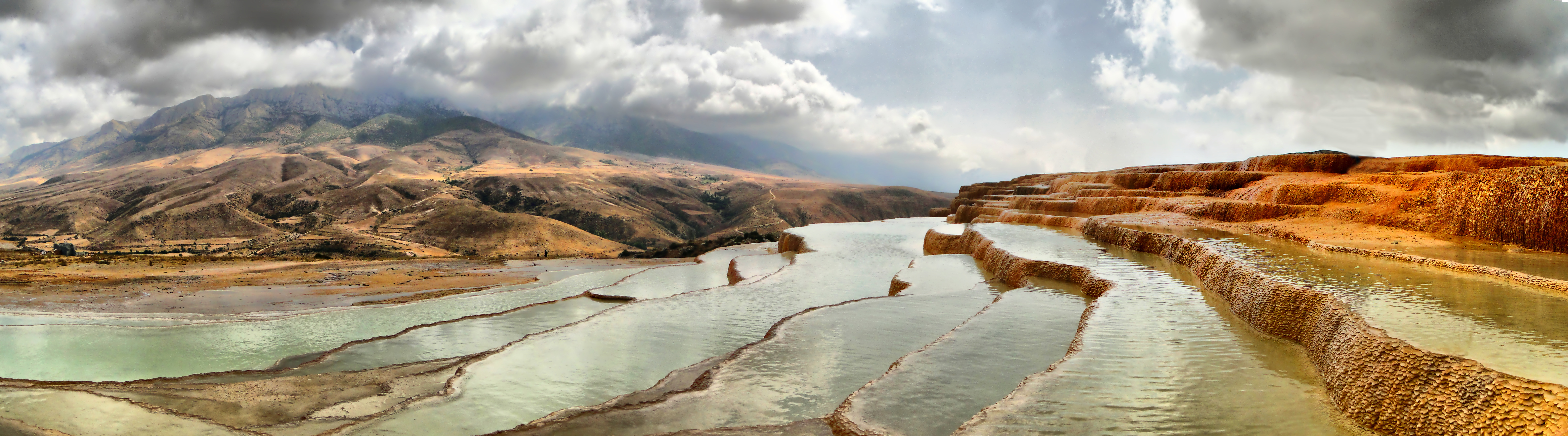
Badab-e Surt en Iran.
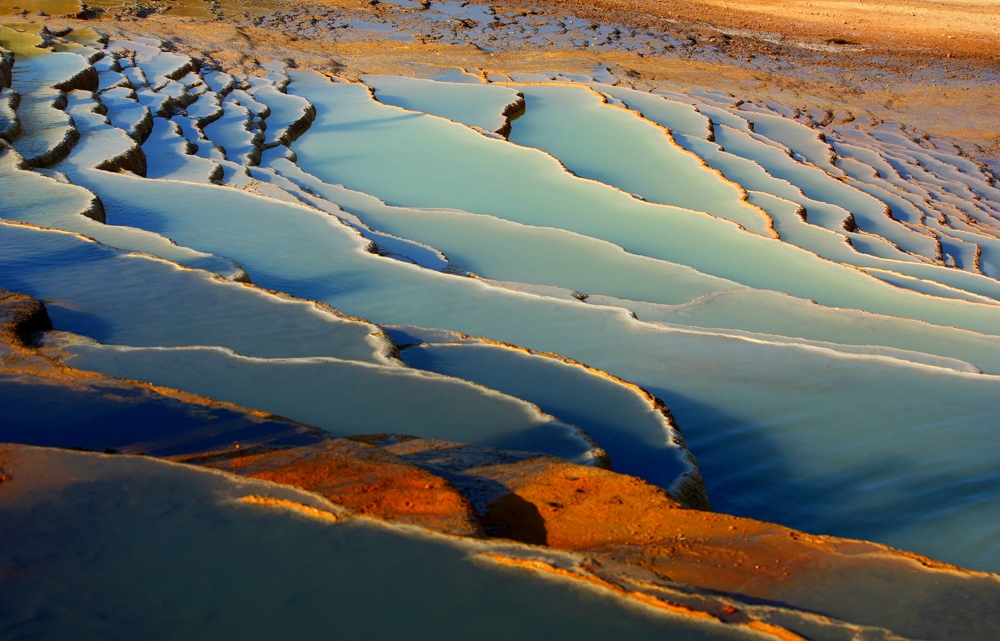
Badab-e Surt en Iran.
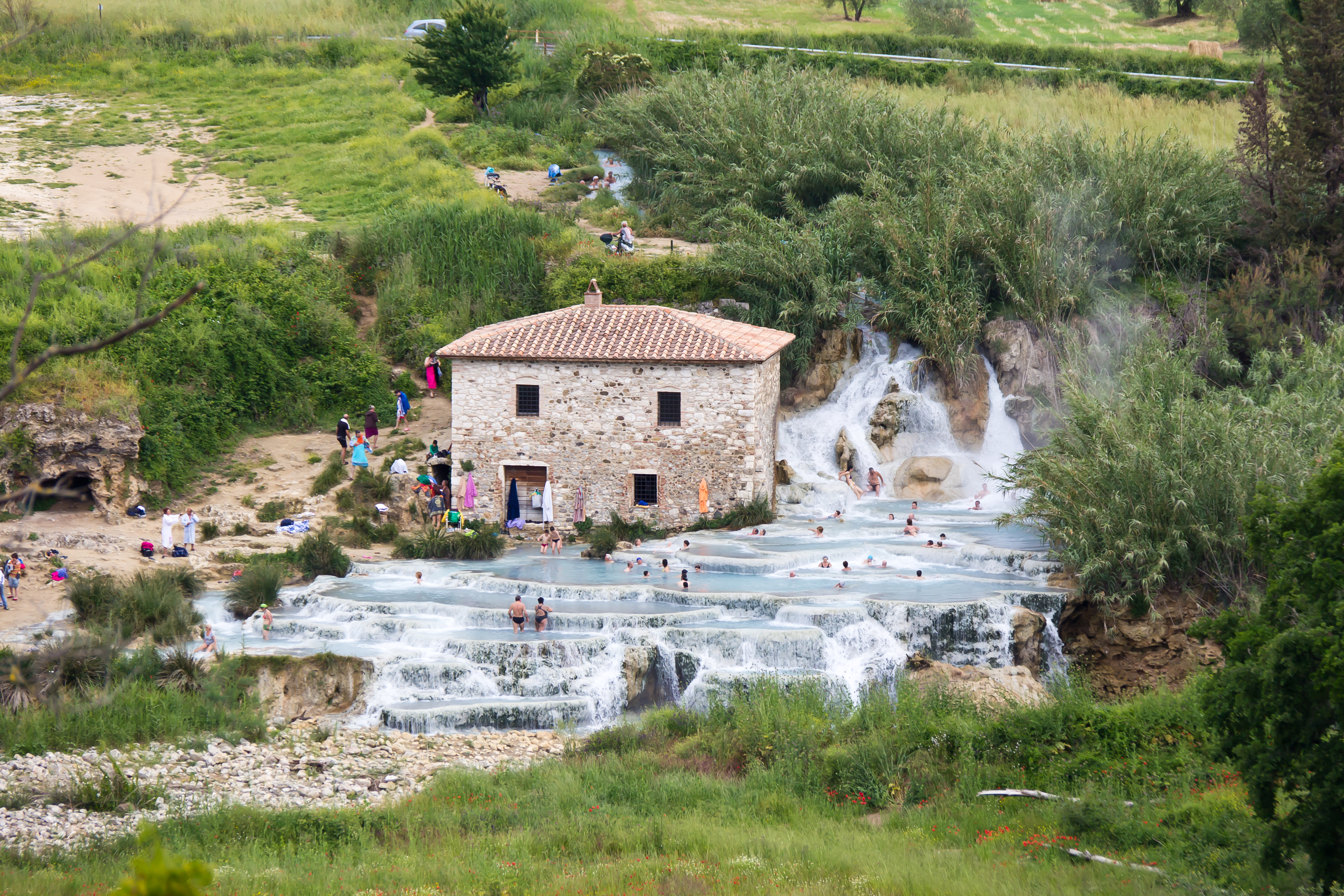
Thermes de Saturnia en Toscane en Italie.
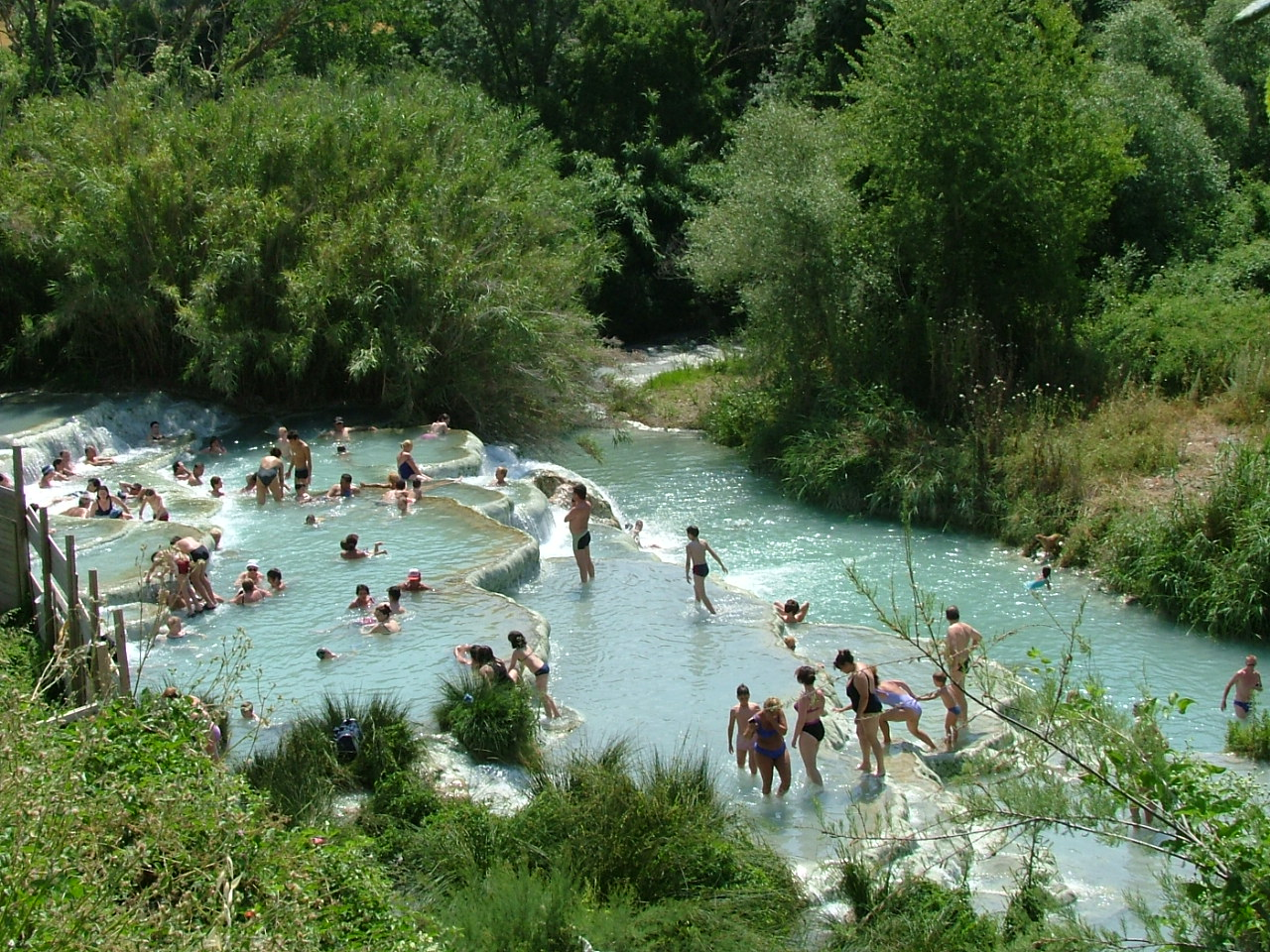
Thermes de Saturnia en Toscane en Italie.
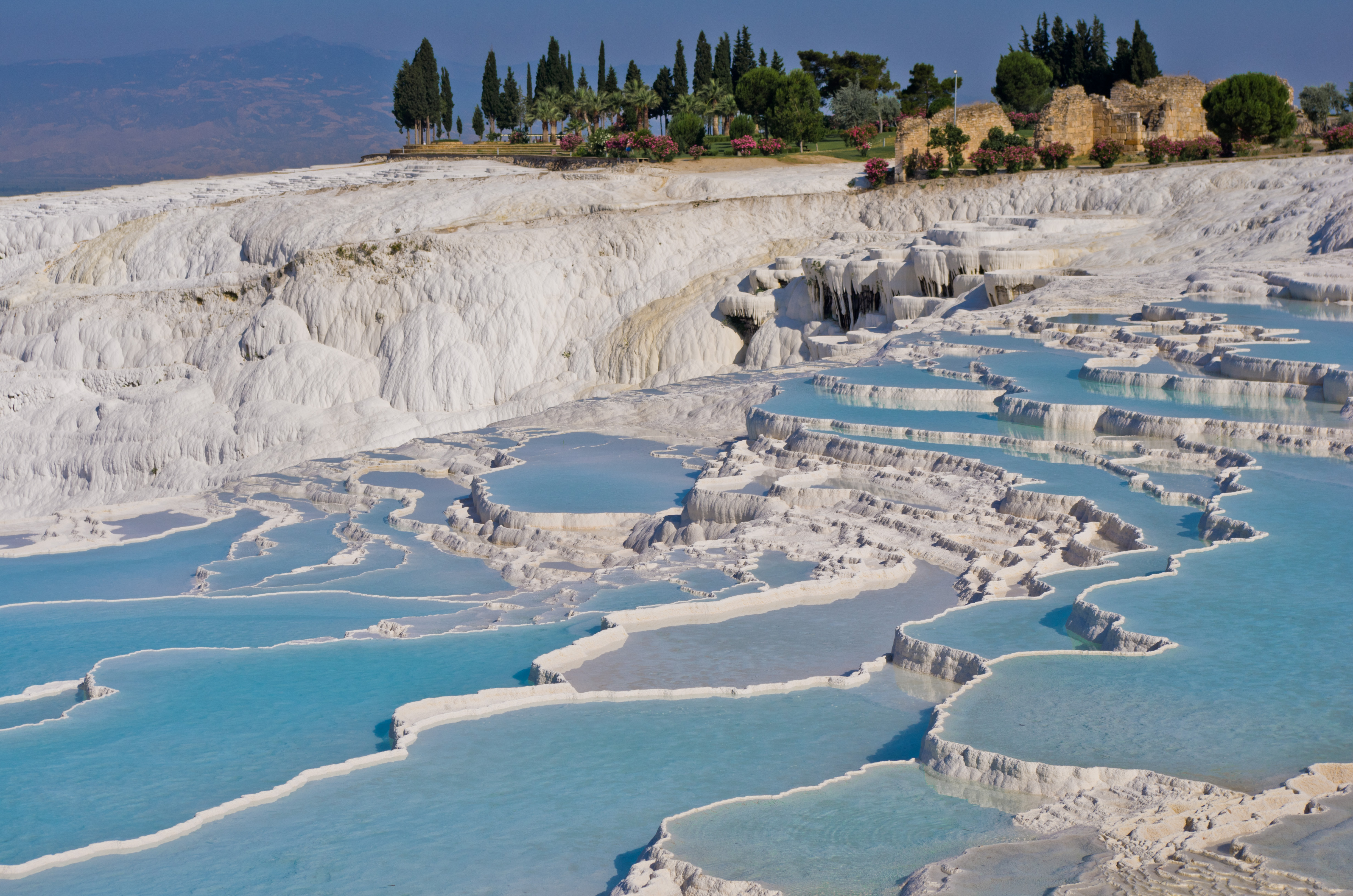
Pamukkale en Turquie.
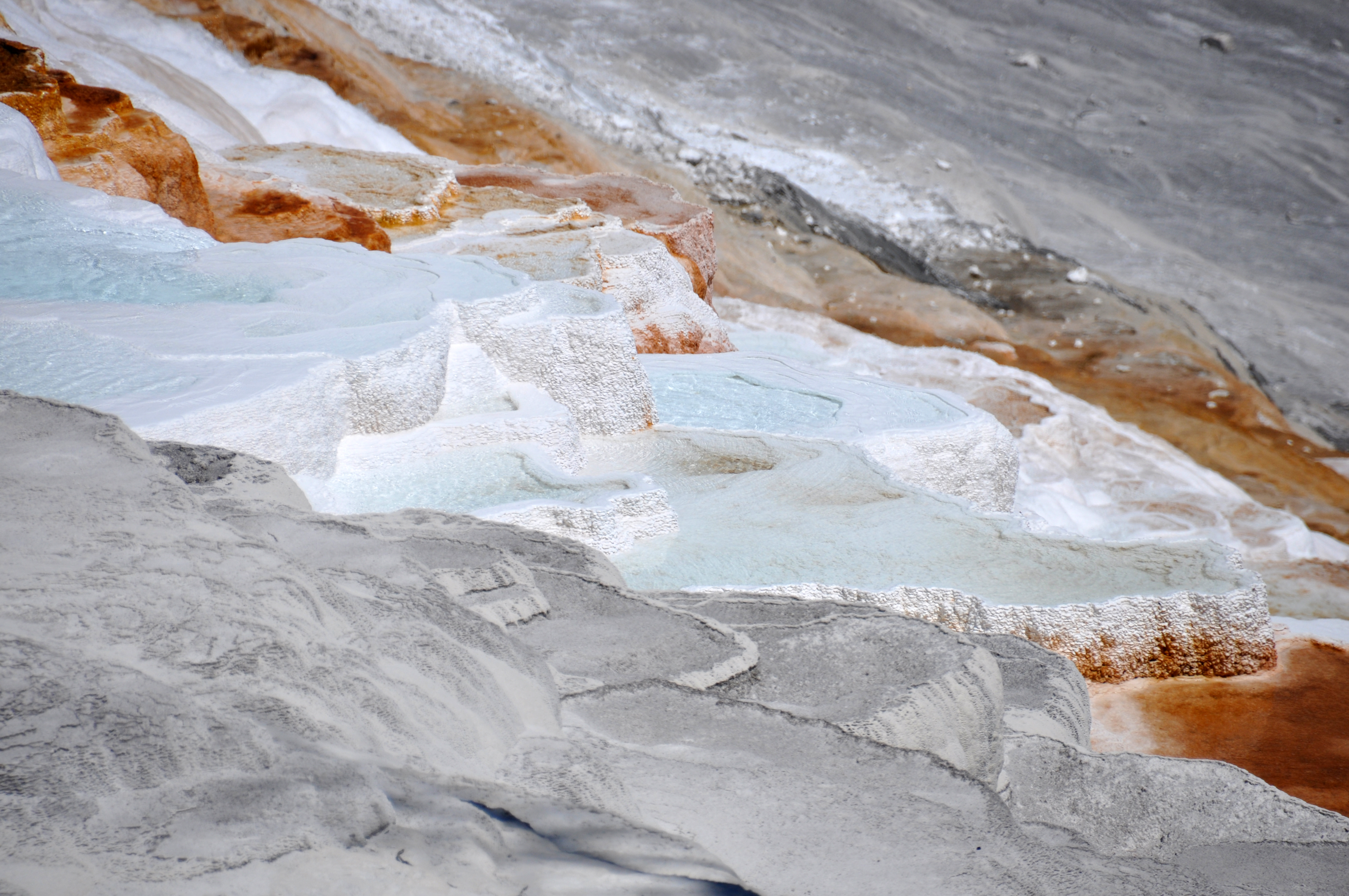
New Canary Spring du parc national de Yellowstone aux États-Unis.
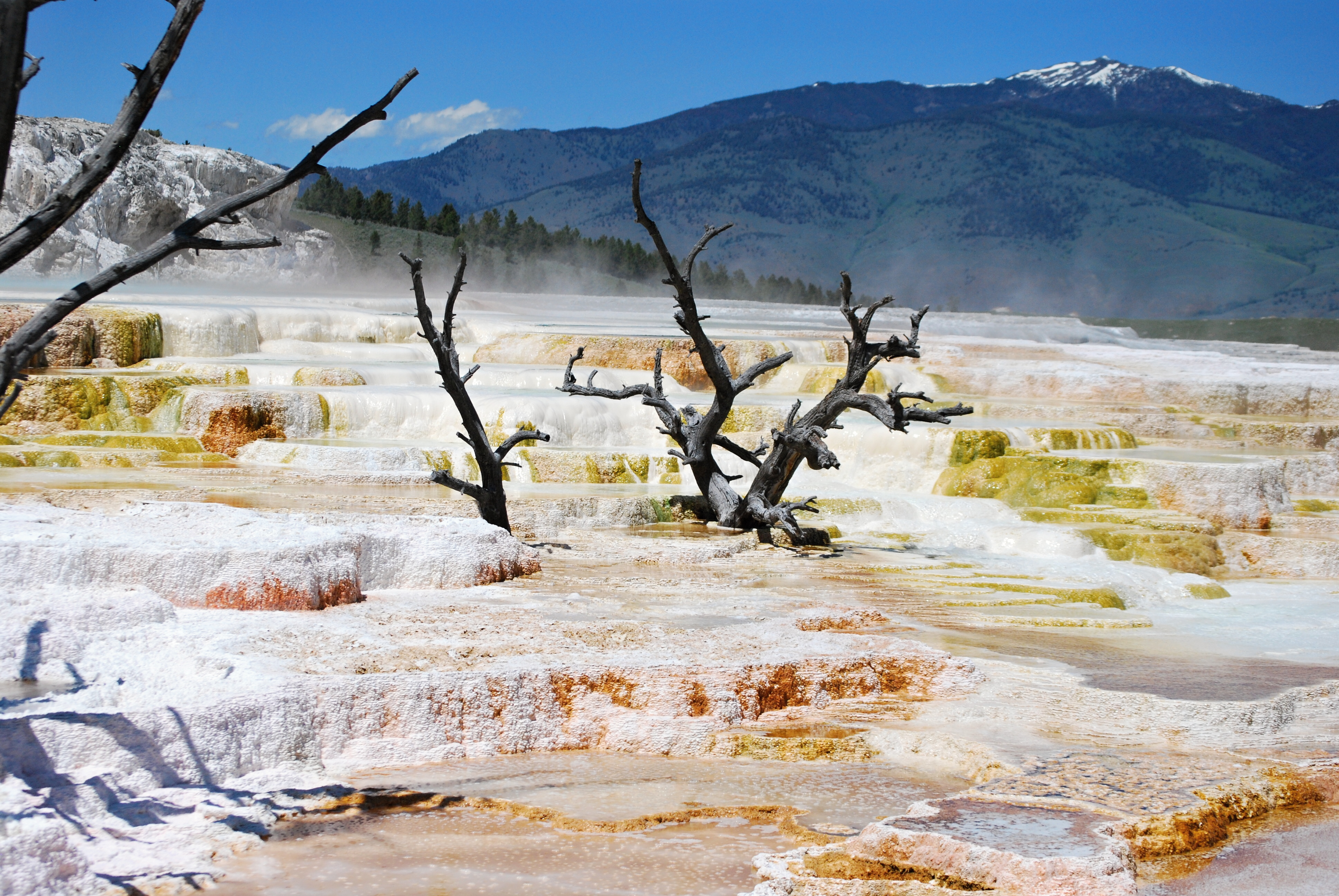
Mammoth Hot Springs du parc national de Yellowstone aux États-Unis.
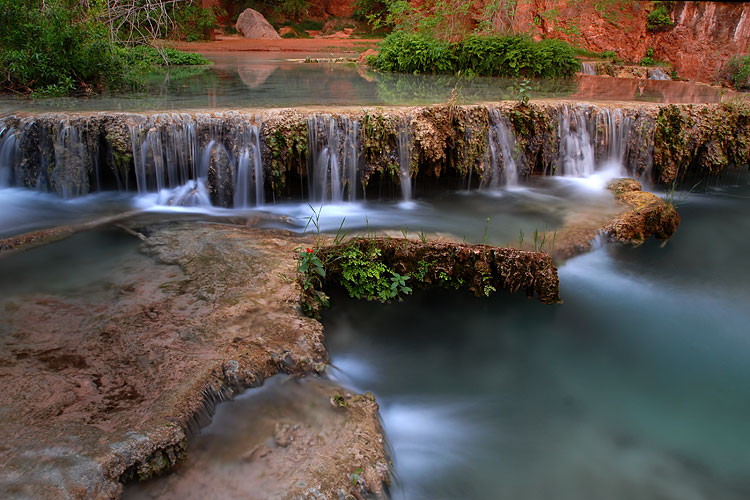
Havasu Creek du Grand Canyon aux États-Unis.
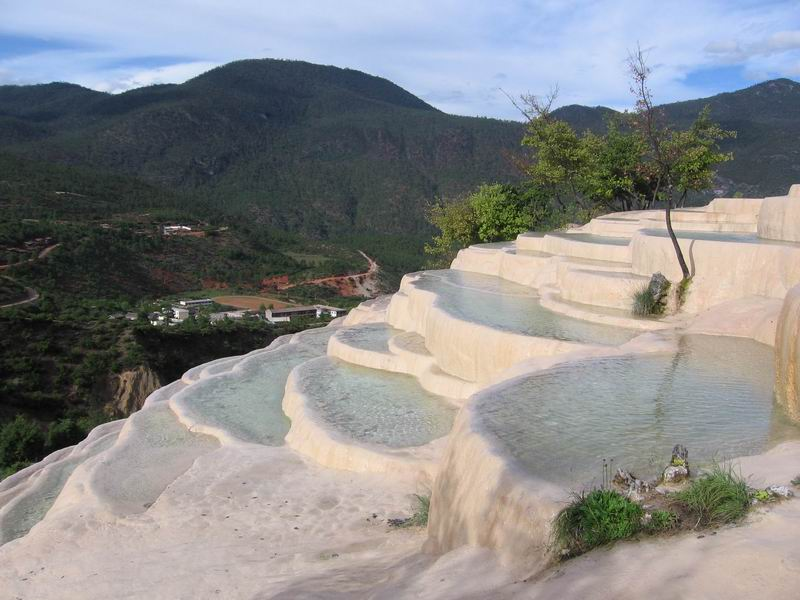
Baishuitai de Lijiang, du Yunnan en Chine.
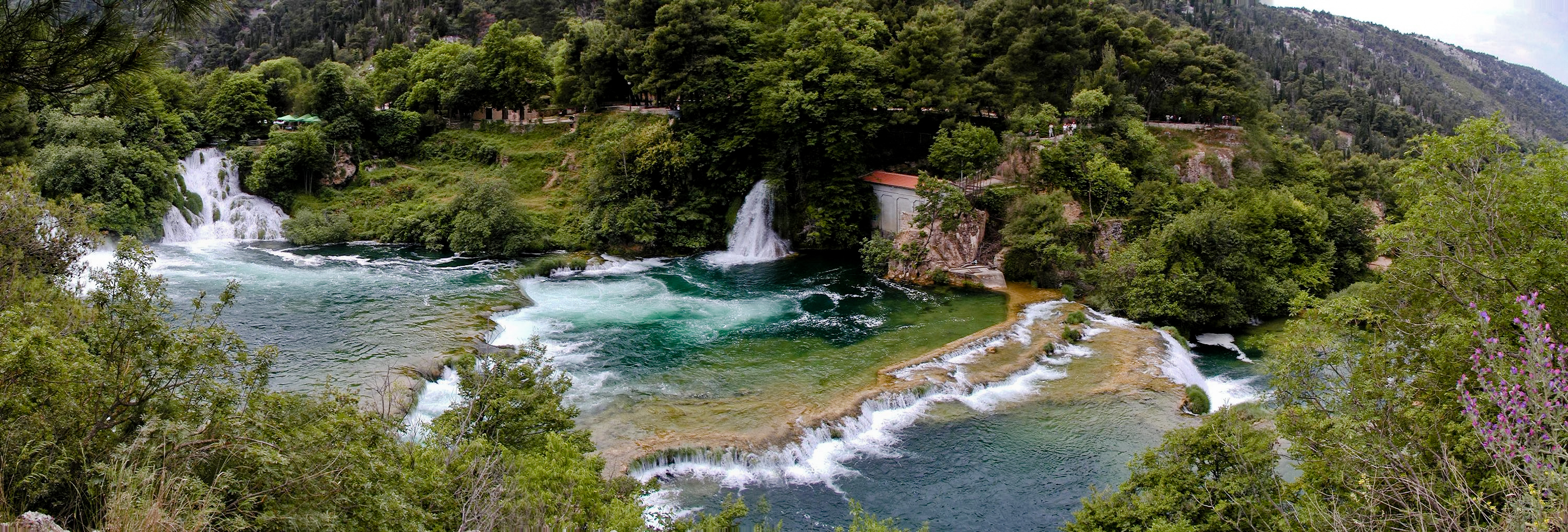
Gours étagés de la rivière Krka en Croatie.
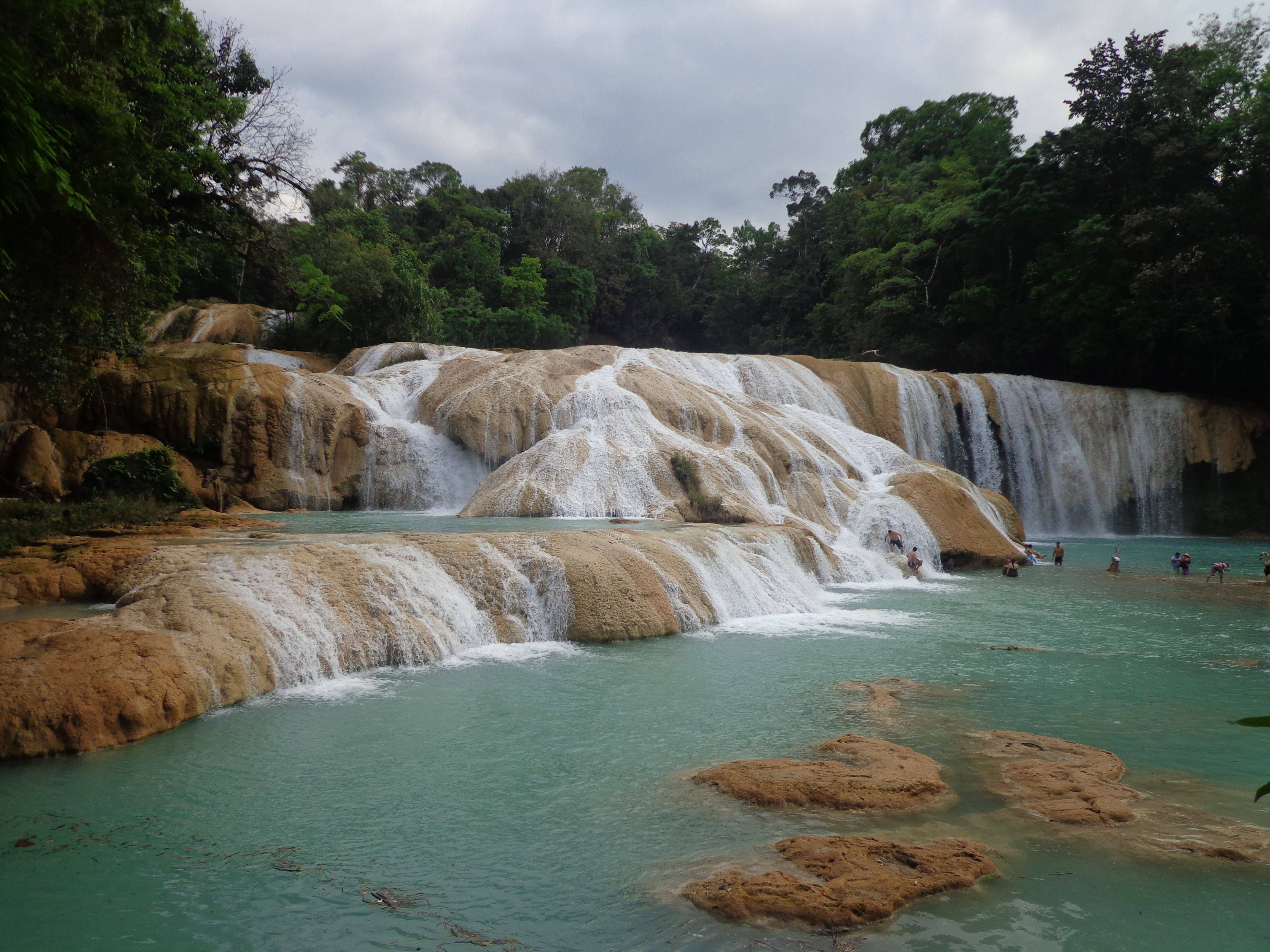
Gours des Cascades de Agua Azul au Mexique.
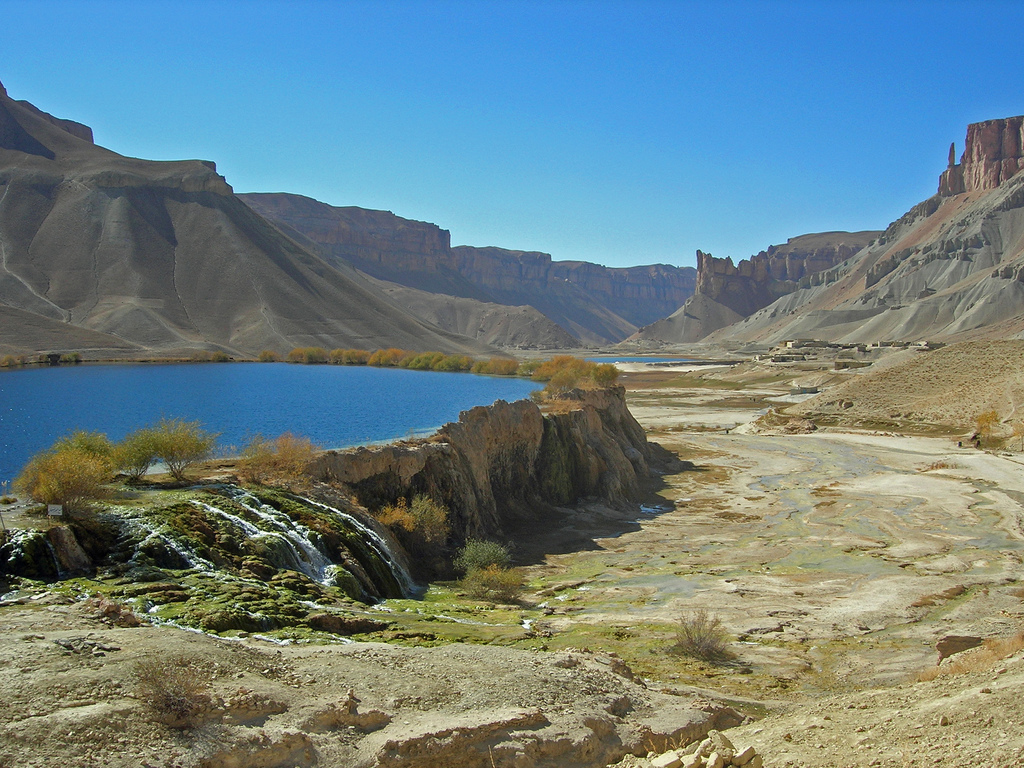
Gour des lacs de Band-e Amir en Afghanistan.

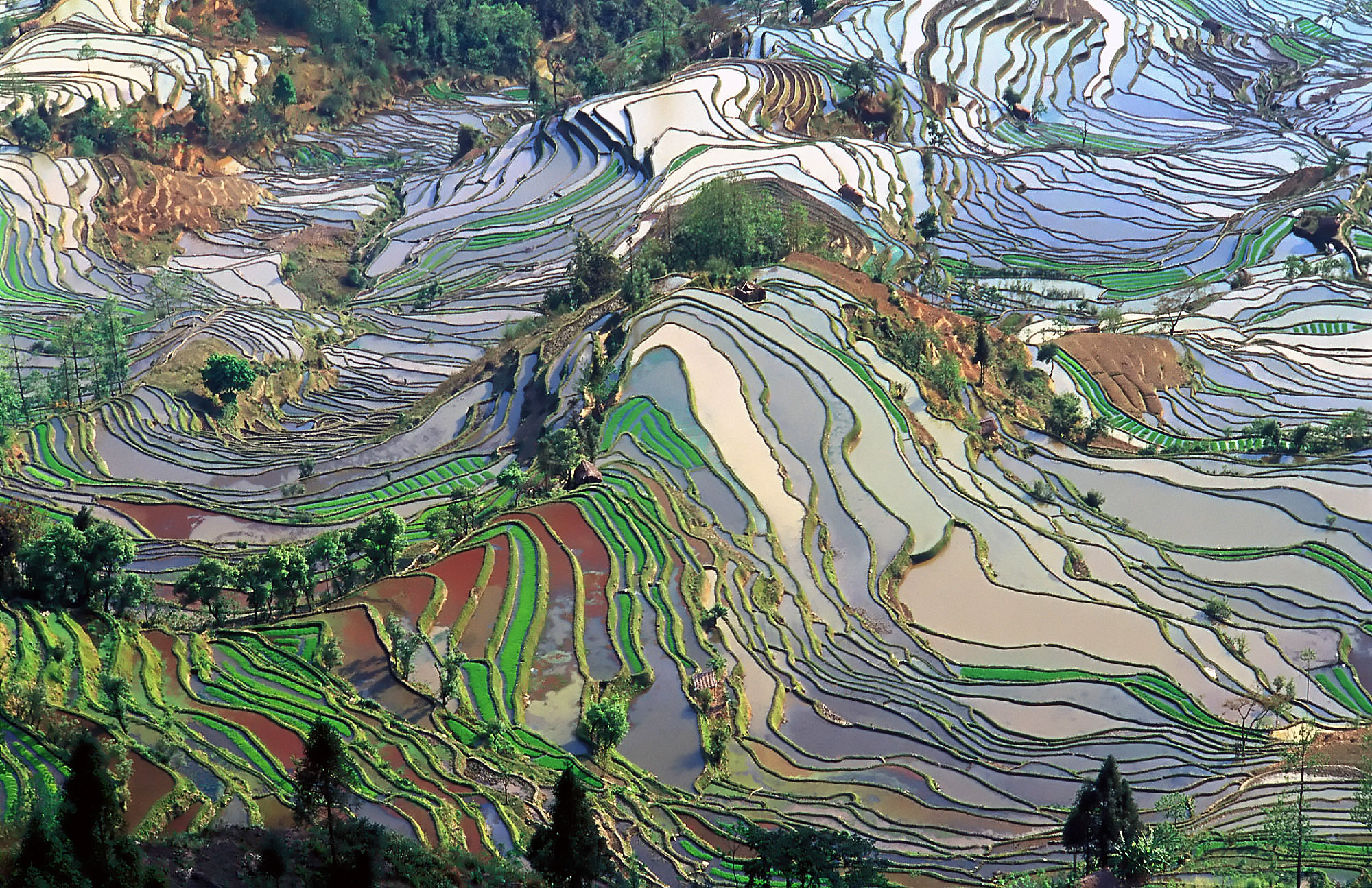
Rizières en terrasse des Hani de Honghe.

## Variantes
Le gour de Tazenat de Charbonnières-les-Vieilles du Puy-de-Dôme, est en réalité un lac d’origine volcanique et non un gour au sens strict.
Les vastes paysages de culture en terrasses de rizière tels que les rizières en terrasse des Hani de Honghe, ou rizières en terrasses des cordillères des Philippines, sont fabriqués en mur de pierre et de boue.  